# La batalla de Anghiari (Leonardo)

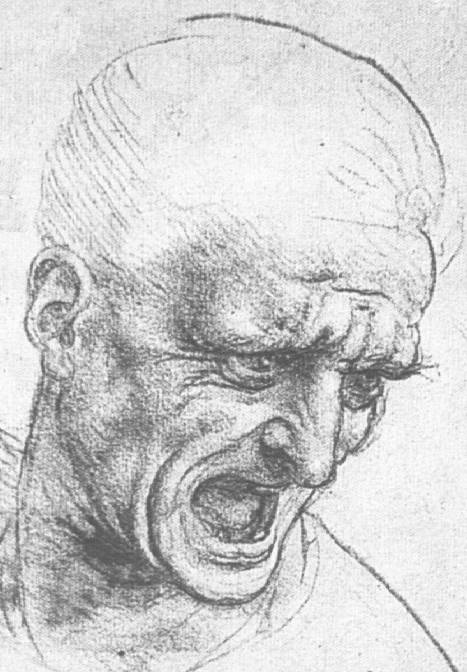
Estudio de cabeza de soldado para la pintura, Museo de Bellas Artes de Budapest

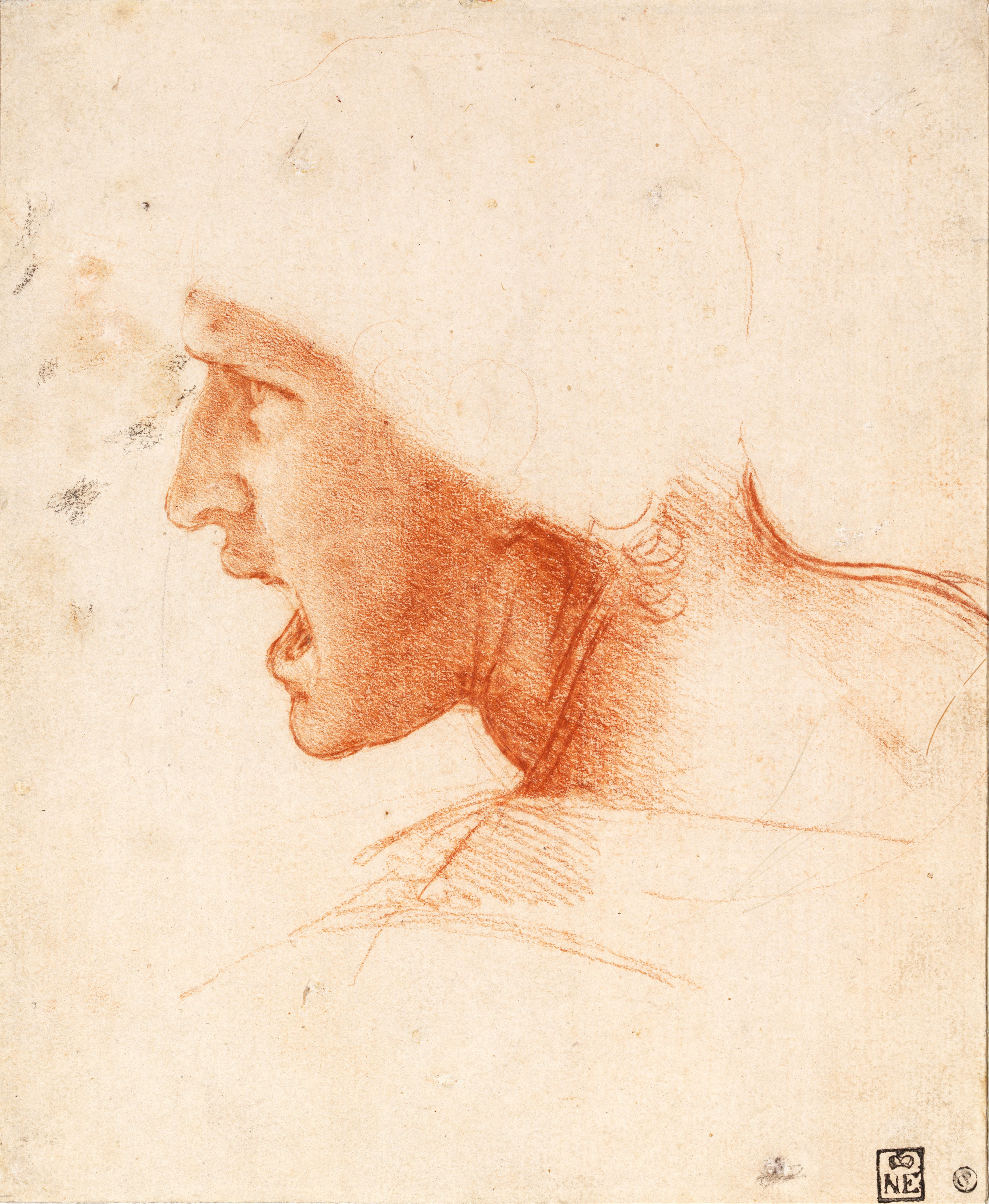
Otro estudio para la obra.

La batalla de Anghiari  (en italiano, La battaglia di Anghiari) es una pintura al fresco de Leonardo da Vinci, actualmente perdida, pintada en un muro del Salón de los Quinientos del Palazzo Vecchio de Florencia entre 1503 y 1506. Consta que en su ejecución Leonardo contó con la ayuda de un pintor al que los documentos llaman «Ferrando Spagnuolo, dipintore», que pudiera ser Fernando Yáñez de la Almedina o quizá Fernando Llanos. Leonardo abandonó Florencia en 1506, dejando la pintura inacabada. En 1549 aún estaba a la vista, pero desapareció en 1563 como muy tarde, al encomendarse a Giorgio Vasari la remodelación decorativa del gran salón. Recientemente algún experto ha afirmado haber hallado con ayuda de un endoscopio, el antiguo fresco disimulado tras un muro debajo de los frescos de Vasari. 
Se conocen varios de los dibujos preparatorios elaborados por Leonardo da Vinci, aunque ningunos permite ver la escena en su conjunto. Los caballeros que ocupaban el centro de la composición, la llamada Lucha por el estandarte, es la parte más conocida gracias a cierto número de copias antiguas en papel y un grabado de Lorenzo Zacchia el joven, de 1558, que pudo ser utilizado en 1603 por Peter Paul Rubens para un dibujo conservado en el Museo del Louvre, la más célebre de esas réplicas del fresco perdido. 

## Historia
Los dos grandes genios del Renacimiento, Leonardo y Miguel Ángel se encontraron en un momento dado (era abril de 1503), enfrentándose directamente sobre el terreno de la pintura, pues ambos recibieron del confaloniero Piero Soderini un encargo para decorar el Salón de los Quinientos. Miguel Ángel acababa de finalizar su David, cuando fue designado para pintar la pared de la izquierda. Es la única vez que Leonardo da Vinci y Miguel Ángel trabajaron juntos en el mismo proyecto. Ambos debían realizar una batalla: la de Leonardo sería la de Anghiari sobre la pared de la derecha, en la que vencieron los florentinos, y Miguel Ángel representaría un episodio de La batalla de Cascina, acaecida en 1364 cuando las tropas florentinas que se estaban bañando en el Arno se alertaron ante un posible ataque de sus enemigos de Pisa. Las dos pinturas debían tener 7 metros de alto y 17 de largo. El contrato de Leonardo fue firmado nada menos que por Maquiavelo.
Sin embargo, Miguel Ángel no permaneció mucho tiempo. Acabó el cartón pero solo parcialmente la pintura. Fue invitado a regresar a Roma en 1505 por el nuevo papa Julio II y le encargaron construir la tumba del Papa. Del cartón o plantilla que Miguel Ángel realizó para pintar el mural existe una copia parcial en el palacio Holkham Hall de Norfolk (Inglaterra), y un fragmento aún más reducido fue grabado por Marcantonio Raimondi (Los escaladores), provocando la admiración de Rafael.
El 24 de octubre de 1503, el Consejo asignó a Leonardo un local en Santa María Novella para que le sirviera de estudio. Leonardo da Vinci dibujó su gran cartón en Santa María Novella, representando una escena de la vida de Niccolò Piccinino, un condottiero al servicio del duque Filippo Maria Visconti de Milán. Dibujó una escena de un violento choque de caballos y una furiosa batalla de hombres peleando por el estandarte en la batalla de Anghiari. Giorgio Vasari en su libro Le Vite declara que es imposible expresar la manera magistral en la que Leonardo representó esta escena sobre el papel:

«Sería imposible expresar la inventiva del dibujo de Leonardo para los uniformes de los soldados, que esbozó en toda su variedad, o las crestas de los yelmos y otros ornamentos, por no mencionar la increíble habilidad que demostró en la forma y los rasgos de los caballos, que Leonardo, más que ningún otro maestro, creó en toda su osadía, músculos, y graciosa belleza».

Leonardo montó un ingenioso andamio en el Salón de los Quinientos que podía alzarse o doblarse del mismo modo que un acordeón. La pintura iba a ser su obra más grande y sustancial. Leonardo tenía una mala experiencia con la pintura al fresco (La Última Cena, refectorio de Santa María delle Grazie, Milán). La técnica del fresco no era apropiada para Leonardo, porque requiere una ejecución rápida y en lugar de ello Leonardo está lleno de pensamientos, de tiempos de reflexión y de lentitud. Era una técnica adecuada para Miguel Ángel, que realiza sus obras con gran rapidez y seguridad, pero no para Leonardo que en lugar de ello necesita tiempos más largos, y eventualmente incluso la posibilidad de rehacer o retocar algunas partes. Por estos motivos, Leonardo decidió utilizar otra técnica, también para darle mayor resistencia a los colores, la llamada técnica del encausto ya descrita por Plinio el Viejo. La técnica del encausto requiere una fuente de calor muy fuerte para fijar los colores sobre la pared. La composición se tenía que calentar, cuando ya estaba pintada la pared, con un hornillo de carbón de leña para que la pintura secara rápidamente. Leonardo lo probó en el taller y le dio buen resultado. Pero cuando aplicó el método propuesto por Plinio en el fresco de la Gran Cámara, los hornillos solo secaban la parte baja; la parte superior se desprendió a pedazos, como pasta mojada, o los colores se mezclaron debido a que no se pudieron secar suficientemente rápido. Entonces Leonardo abandonó el proyecto.
En realidad, a pesar del desastre, la obra estaba prácticamente acabada. Leonardo había trabajado durante un año con seis asistentes entre ellos, según dos documentos de 1505, un «Ferrando Spagnolo, pittore», lo que acaso corresponde a Fernando Yáñez de la Almedina o más probablemente a Hernando de los Llanos.

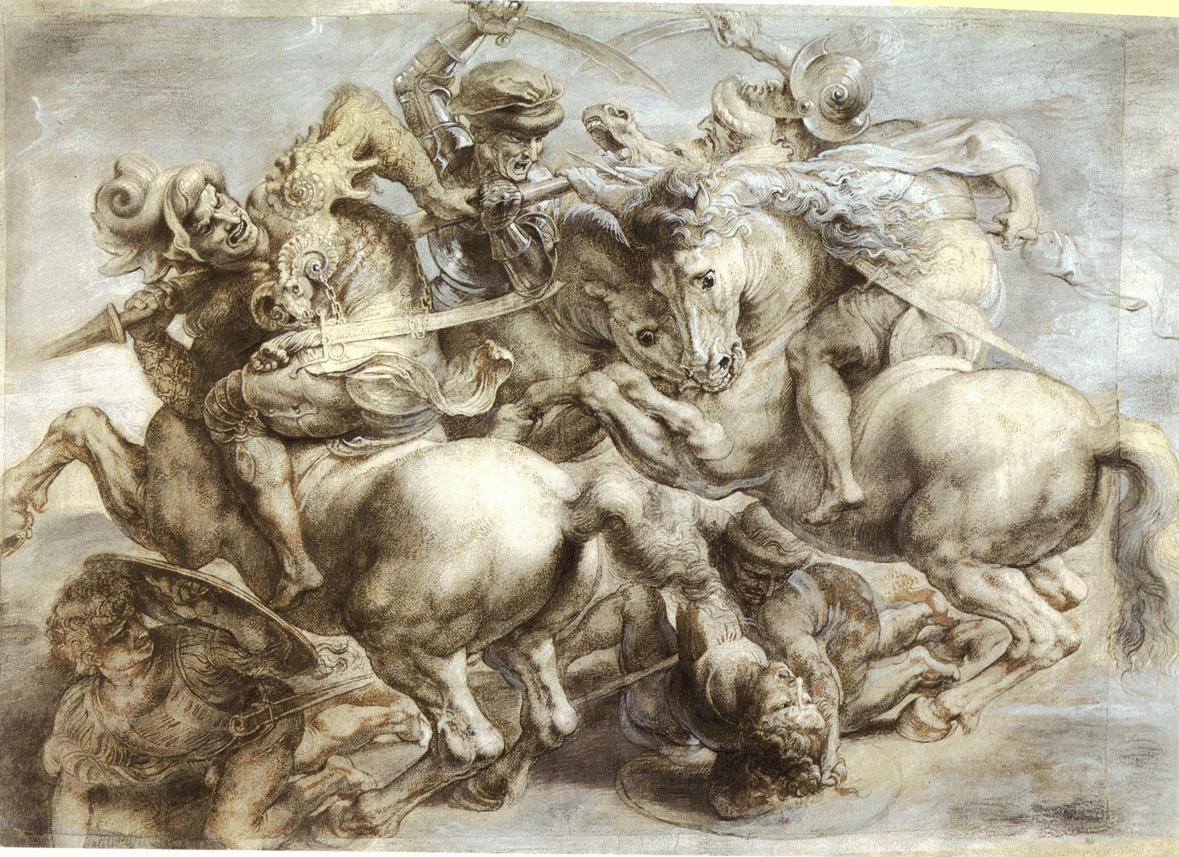
Copia de la parte central de la pintura de Leonardo realizada por Pedro Pablo Rubens

A pesar de los daños en la parte alta, entonces, la Batalla de Anghiari permaneció expuesta en el Palazzo Vecchio durante varios años; muchos la vieron, muchos la reprodujeron también, y entre ellos estuvo Rubens, que recopió la parte central, de manera que gracias a este dibujo de Rubens, se está actualmente en condiciones de tener una idea bastante clara de cómo era el fresco de Leonardo.
Las pinturas inacabadas de Miguel Ángel y Leonardo colgaron en la misma habitación juntas durante casi una década (1505- 1512). El cartón de la pintura de Miguel Ángel fue cortado en trozos por Baccio Bandinelli por celos en 1512. La pieza central de la batalla de Anghiari fue muy admirada y se hicieron numerosas copias durante décadas.
El Salón de los Quinientos del Palazzo Vecchio, que hoy es la Sala del Mayor Consejo de la República de Florencia, es el salón más grande para la gestión del poder jamás realizada en Italia. Hoy mide 54 metros de largo y 18 metros de alto, pero en los tiempos de Leonardo era distinta: era más espartana y menos decorada. La transformación se produjo a mediados del siglo XVI (1555-1572), cuando el Salón fue ampliado y reestructurado por Vasari y sus ayudantes, de manera que el Gran Duque Cosme I de Médici pudiera alojar a su corte en esta cámara. En lo alto hizo realizar el techo dorado con casetones en el que se representa el triunfo de Cosme, el nuevo soberano de Florencia, y la sumisión de la ciudad y de la región. Durante esta transformación se perdieron obras famosas pero inacabadas, incluyendo la Batalla de Cascina de Miguel Ángel y la Batalla de Anghiari de Leonardo da Vinci, pues en los lados pintó seis frescos, símbolo de la potencia de los Médicis: por un lado la toma de Siena y por el otro la derrota de Pisa.

## Descripción de la obra
El fresco representaba a caballeros y caballos animados por una profunda torsión. Los personajes de la escena, de hecho, luchan incansablemente por obtener el gonfalone o estandarte, símbolo de la ciudad de Florencia. La escena refleja el pensamiento del artista fundado en una visión pesimista del hombre, que debe luchar para vencer a sus propios miedos.

## Posible recuperación
El Salón de los quinientos del Palazzo Vecchio, que entonces era la Sala del Maggior Consiglio della Repubblica di Firenze (Sala del consejo mayor de la República de Florencia), es la sala más grande para la gestión del poder realizada nunca en Italia. Hoy tiene 54 metros de largo por 18 de alto, pero en los tiempos de Leonardo era muy distinta; más espartana y menos decorada. Fue Giorgio Vasari quien al transformarla a petición de Cosme I de Médici, para acentuar su belleza, la acortó y la alzó en unos 7 metros. En lo alto se realizó el techo dorado con paneles sobre los que se observa el triunfo de Cosme, el nuevo soberano de Florencia, y la sumisión de la ciudad y de los cuarteles.
Maurizio Seracini, un experto italiano en análisis de arte de alta tecnología, cree que detrás de uno de estos murales de Vasari, la Batalla de Marciano en Val di Chiana (1563), está escondido el fresco original de Leonardo da Vinci. Sobre lo alto del fresco de Vasari, a 12 metros del suelo, un soldado florentino mueve un estandarte verde con las palabras «Cerca trova» («El que busca encuentra»). Estas palabras enigmáticas parecen ser una pista de Vasari, quien siempre habló en términos de gran consideración hacia los frescos de Leonardo da Vinci. Vasari sintió una gran admiración por Leonardo y no habría probablemente osado destruir una obra suya. En la pared oeste había 4 ventanas, hoy tapiadas por lo que no podría haber alojado la pintura, pero en la este solo había 2 ventanas, y es aquí donde se ejecutó el mural. Vasari es muy claro en sus escritos: el lado izquierdo de la pared se reservaba a Miguel Ángel, y el derecho a Leonardo y, considerando todas las modificaciones que ha sufrido el Salón, se ha calculado que el núcleo de la pintura, el más famoso, probablemente se encuentra en la zona sobre la puerta del sureste. 
Seracini cree que es improbable que Vasari destruyese la obra de su predecesor durante su renovación del Salón de los Quinientos y que habría intentado salvar de algún modo la pintura. Usando técnicas no invasivas, como radar de alta frecuencia que penetra en la superficie y cámara termográfica, Seracini hizo una investigación en el Salón. Entre otras conclusiones, encontró que Vasari había construido otra pared en frente de la pared oriental donde se documentó la existencia del fresco original de Leonardo da Vinci. Seracini afirma que encontró un hueco de 1 a 3 centímetros entre las dos paredes, suficientemente grande para que se conservase el antiguo fresco.
Obviamente la hipótesis, pero sobre todo el deseo, que una obra tan grande, aunque no exitosa, tan cargada de historia, se encuentre aún y que quizá se encuentre solo a pocas decenas de centímetros del observador, desencadena la fantasía de muchas personas. 
A principios de 2007, el ayuntamiento de Florencia y el Ministerio italiano de Cultura dieron luz verde a mayores investigaciones. En 2011 se planteó seriamente hacer catas e inspecciones, mediante la introducción de pequeñas cámaras en grietas u orificios practicados en la pared. Entonces estalló una controversia entre expertos, al considerar que estas exploraciones atentaban contra la integridad del mural de Vasari. Se argumentó que las posibilidades de hallar el mural de Leonardo eran mínimas y que no justificaban poner en riesgo lo actualmente visible.
En marzo de 2012 fue confirmada la existencia de una cámara interior de aire de dos centímetros entre el mural de Vasari y la pared posterior. Muestras tomadas de la pintura apuntan al mismo tipo que la empleada en el taller de Leonardo, así como una capa beige realizada con pincel.